# 陈章甫 (革命家)
陈章甫（1894年—1930年），又名陈昌，湖南省长沙府浏阳县人，毕业于湖南第一师范学院，中国近代革命家。

## 生平
1894年，陈章甫出生在广西省梧州市，籍贯湖南省长沙府浏阳县，8岁时，陈章甫跟着父母迁回浏阳县。
1908年，陈章甫到浏阳金江高小读书。
1915年，陈章甫考上湖南第一师范学院。
1916年，陈章甫在长沙女校、周南女中、湖南第一师范学院附属小学当教师。
1917年，毛泽东和萧子昇一起考察湖南农村情况，在浏阳就住在陈章甫家。
1918年4月14日，毛泽东、蔡和森、陈章甫等14人在岳麓山下建立新民学会。陈章甫曾想渡海去日本留学，毛泽东挽留他留下来帮助打理会务，一起住在长沙天鹅塘青山祠，促成毛泽东和杨开慧结婚。
1919年，五四运动之后，毛泽东在长沙建立“俄罗斯研究会”和“文化书社”，陈章甫是助手。
1921年，陈章甫加入中国共产党。:346
1922年，陈章甫建立浏阳驻省同学会，创办《浏阳旬刊》，同时担任湘西特别支部书记。
1924年，陈章甫到兰田等地发展中国共产党势力。孙中山确立“联俄容共”第一次国共合作，陈章甫被调回长沙工作。
1925年，陈章甫、夏明翰、周以栗担任中国国民党第一届省党部执行委员。
1926年，陈章甫、夏明翰担任湖南省特派员。7月月底，陈章甫参与“南昌起义”。
1929年冬季，陈章甫以“中央特派员”身份到湘西贺龙部工作。
1930年，陈章甫来到常德澧县，遇到他的学生澧县县长唐佑越，唐佑越设计请老师陈章甫赴饭局在饭桌上抓捕陈章甫。唐佑越把老师陈章甫交给湖南省主席何鍵，何健给唐佑越2000元奖金。何健把陈章甫羁押在长沙福星街陆军监狱署，利诱和威逼陈章甫交代中国共产党机密信息，陈章甫唾骂了何健，2月23日，何健下令把陈章甫押赴浏阳门外枪毙，陈章甫被枪毙前高呼：“革命一定会成功！劳苦大众一定要解放！”，他的尸首被中国国民党砍成4段。

## 家庭
陈章甫妻子毛秉琴，两人育有3个女儿，女儿陈文新，是中国科学院院士，研究“土壤微生物学”而著名。

## 评价
1951年，毛泽东在北京和陈章甫女儿陈文新谈话时说：“你的父亲是个好同志，他为人民牺牲自己，我们要学习这种精神。”